# 陈键锋
陳鍵鋒（英語：Sammul Chan Kin Fung，1978年5月4日—），原名陳恩耀，香港影視男演員、歌手、主持人、潜水教练，曾為無綫電視旗下藝人。

## 簡介

### 入行
1996年，參加全能DJ大募集而任新城電台DJ，正式涉足演藝圈。1997年，陳鍵鋒以部頭合約藝人形式簽約無綫電視（TVB），由此開展了在TVB的演藝事業。2003年，在《律政新人王》中飾演的律師卓伟名一角受到觀眾關注。曾為2000年代TVB的當紅小生。 
2010年8月，陳鍵鋒與TVB約滿後不再續約，其後轉戰中國大陸發展後、結束13年的無綫之賓主關係。2011年，在古裝劇《美人心計》中飾演第一男主角劉恆而被大陸觀眾熟悉，更被譽為「史上最帥皇帝」。2012年，在《亂世佳人》中飾演賀天，2013年，在民國劇《烽火佳人》中飾演杜允唐。2014年1月31日，古裝神話劇《封神英雄榜》播出，其中飾演姜子牙。

### 早年生活
除了演藝工作外，陳鍵鋒還擁有多項技能，他平时生活喜欢潜水，並已考取资格证明。他目前拥有独木舟、红十字会聋人手语、幼儿护理、参谋潜水教练证等几十个技能等级证书。
陈键锋出生于香港，父亲是九龙城浸信会的干事，母亲是护士，大姐是基督教传道人，二姐是香港警察（任職交通部）。陳鍵鋒曾就讀農圃道官立小學（下午校），香港培正中學和陳樹渠紀念中學，中七理科畢業於聖公會聖本德中學。他在香港中學會考中取得15分。中七时，考上某大学物理系，但陈键锋不喜欢物理。他因參加全能DJ大募集，而当时在新城電台兼职做DJ做得不错，就说服母亲和姐姐，后说服了父亲，如愿以偿做了全职DJ入行。

### 演藝事業
19歲時被经纪人周坤燃发掘涉足演艺圈。以部头合约艺人形式签约無綫電視（TVB），由此开展了在TVB的演艺事业。並於同年與Ivy娛樂簽下經理員合約至今。陳鍵鋒在TVB演了几十部剧，其中代表作有《学警系列》、《律政新人王》、《冲上云霄》等。
他曾簽約三間唱片公司，卻一直未有唱片推出。1999年，他更往台灣灌錄自己的首张国语专辑，可惜最後因為唱片公司易主，合作方式突然生变。专辑在台湾宣传的费用，都要贴钱。最后，花了半年灌录完成之唱片未能推出。2003年在《衝上雲霄》飾演機師，與劇中吳卓羲，黃宗澤及馬國明被封為「S4」。除主演劇集外，因形象健康亦常作片長“5分鐘”的民教節目或廣告，同時亦曾為奧運六星之一。演出大陸古装戏《美人心計》後，被譽為「史上最帥皇帝」。2014年山东卫视推出的古装神话剧《封神英雄榜》播出后，不但收视率创下全国第一，也成为史上最年轻帅气的姜子牙。

### 社會公益活動
陳鍵鋒熱心公益活動，自中學起便一直有捐血習慣，累積捐血次數已超過30次，於2009年更被紅十字會委任為紅十字大使。因為他形象健康，亦曾擔任多間志願機構及公共事務之大使，及連續多年獲選為「十大健康之星」。他同時擔任急救課程導師，教授急救技巧。

## 演出作品

### 電視劇（無綫電視）
| 首播           | 劇名                         | 角色                    | 備註           |
| 1999年         | 洗冤錄                       | 劉 華                   | 閒角           |
| 1999年         | 吾係差人                     | 阿 财                   | 閒角           |
| 1999年         | 命轉情真                     | 小販管理隊人員          | 跑龍套         |
| 2000年         | 陀槍師姐II                   | 添                      | 閒角           |
| 2000年         | 醫神華佗                     | 小將軍                  | 跑龍套         |
| 2001年         | 美麗人生                     | 郭啟邦（Ken）           | 男配角         |
| 2001年         | 倚天屠龍記                   | 阿 三                   | 閒角           |
| 2002年海外首播 | 紅衣手記                     | 容德基                  | 第一男主角     |
| 2003年         | 律政新人王                   | 卓偉名（Vincent）       | 雙男主角之一   |
| 2003年         | 衝上雲霄                     | 萬浩聰（Donald）        | 第四男主角     |
| 2003年         | 西關大少                     | 曾國邦                  | 第三男主角     |
| 2004年         | 怪俠一枝梅                   | 蒲 光                   | 第三男主角     |
| 2004年         | 廉政行動2004之以權謀私       | Ming                    |                |
| 2004年         | 富豪海灣至尊家緣之妹妹的驕傲 | 阿 鋒（Samuel）         |                |
| 2005年         | 我師傅係黃飛鴻               | 梁 寬                   | 第三男主角     |
| 2005年         | 蓋世孖寶                     | 董 斐                   | 雙男主角之一   |
| 2005年         | 學警雄心                     | 李柏翹                  | 雙男主角之一   |
| 2005年         | 夏日友情緣                   | 阿文                    |                |
| 2005年         | 識法代言人                   | 程學勤（Dick）          | 第一男主角     |
| 2006年         | 潮爆大狀                     | 林家信                  | 第二男主角     |
| 2006年         | 千謊百計                     | 茅智 / 徐風             | 雙男主角之一   |
| 2006年         | 鳳凰四重奏                   | 汪毓麟（十二少）/尚一吉 | 男配角         |
| 2007年         | 學警出更                     | 李柏翹                  | 三大男主角之一 |
| 2007年         | 律政新人王II                 | 卓偉名（Vincent）       | 雙男主角之一   |
| 2008年         | 少年四大名捕                 | 崔略商（追命）          | 四大男主角之一 |
| 2009年         | 學警狙擊                     | 李柏翹                  | 三大男主角之一 |
| 2009年         | 王老虎搶親                   | 周文賓                  | 第二男主角     |
| 2009年         | 廉政行動2009之公．私．車     | 陳嘉明                  | 單元男主角     |
| 2010年         | 翻叮一族                     | 葉積良（Glenn）         | 第二男主角     |
| 2011年         | 洪武三十二                   | 馬三保                  | 第三男主角     |

### 電視劇（中國大陸）
| 首播   | 劇名                 | 角色       | 備註                    |
| 2006年 | 楚留香傳奇           | 月亮城皇帝 | 男配角                  |
| 2008年 | 最後的格格           | 溫良玉     | 第一男主角              |
| 2008年 | 奧運在我家           | 陳曉峰     | 客串 第48集: 潘茵失戀記 |
| 2009年 | 玫瑰江湖             | 明少卿     | 男配角                  |
| 2010年 | 美人心計             | 劉恆       | 第一男主角              |
| 2010年 | 煙雨斜陽             | 張承恩     | 第一男主角              |
| 2011年 | 盛女的黃金時代       | 李好       | 第一男主角              |
| 2012年 | 搜神記               | 夙和       | 第一男主角              |
| 2012年 | 微博達人             | 韓子靖     | 第一男主角              |
| 2012年 | 亂世佳人             | 賀天       | 第一男主角              |
| 2013年 | 財神有道             | 柴有道     | 第一男主角              |
| 2013年 | 烽火佳人             | 杜允唐     | 第一男主角              |
| 2014年 | 封神英雄榜           | 姜子牙     | 第一男主角              |
| 2014年 | 女人淚               | 伍濂山     | 第一男主角              |
| 2014年 | 十二金錢鏢           | 楊 華      | 第一男主角              |
| 2015年 | 封神英雄II           | 姜子牙     | 第一男主角              |
| 2016年 | 同谋者               | 雷鸣       | 第一男主角              |
| 2016年 | 铁血军歌             | 高暢       | 第一男主角              |
| 2016年 | 美人如玉剑如虹       | 溫義       | 第一男主角              |
| 2016年 | 每个人都有秘密       | 北宇同     | 第一男主角              |
| 2018年 | 我们的千阙歌         | 傅軼則     | 第一男主角              |
| 2019年 | 新人在旅途           | 陆嘉皓     | 第一男主角              |
| 2020年 | 群英会(2015年拍攝)   | 曾廷芳     | 第一男主角              |
| 2021年 | 啼笑书香(2014年拍攝) | 徐天佑     | 第一男主角              |

### 電視劇（香港電台）
| 首播   | 劇名             | 角色   | 備註                                     |
| 1999年 | IT檔案           | Sam    | 單元劇《互動情》                         |
| 2000年 | 非常平等任務2000 | Kirk   | 單元劇《廣告啟示》                       |
| 2003年 | 執法群英II       | 阿鋒   | 單元劇《旱天雷》                         |
| 2011年 | 廉政行動2011     | 胡政遠 | 單元劇《私症》男主角                     |
| 2013年 | 警訊之黑洞2013   | 李子傑 | 《警訊》四十周年推出之商業罪案調查科特輯 |
| 2014年 | IT行者           | Steve  | 單元劇《唐吉》男一                       |
| 2016年 | 人間有情         | 李家麟 | 單元劇《夜曉》                           |
| 2016年 | 獅子山下2016     | 方子浚 | 單元劇《懸浮粒子》                       |
| 2018年 | 火速救兵IV       | 楊志   | 單元劇《生命時刻》男二                   |

### 其他
| 年份   | 媒體         | 名稱            | 角色   | 備註                  |
| 2000年 | ETV 教育電視 | 非一般聯繫 (二) |        | 中一至中三 普通電腦科 |
| 2002年 | ETV 教育電視 | 坐標幾何        |        | 中三 數學科           |
| 2011年 | 土豆網       | 愛上微笑        | 焦天作 | 網絡劇                |

### 電影
| 年份   | 片名                          | 角色                | 備註                                       |
| 1999年 | 沒有你．沒有我                | 電台DJ              | 客串                                       |
| 1999年 | 監獄風雲之少年犯              | 陳子龍              |                                            |
| 1999年 | 陽光警察                      | 實習警察            | 客串                                       |
| 1999年 | 小孤星馬高                    | 火車站員            | 粵語版客串配音                             |
| 2000年 | 手機凶靈                      | Royie Chan          |                                            |
| 2000年 | 無煙草之煙飛煙滅              | 醫生                | 客串                                       |
| 2001年 | 幽靈情書                      | Sammy               |                                            |
| 2001年 | 拳神                          | 山之光 (王力宏飾演) | 粵語配音                                   |
| 2002年 | 豬扒大聯盟                    | Peter Pao           |                                            |
| 2003年 | 大丈夫                        | 空中少爺            | 客串                                       |
| 2005年 | 黑白戰場                      | Peter               |                                            |
| 2005年 | 天地孩兒                      | 陳宏風              |                                            |
| 2005年 | I-Sir                         | 吳嘉榆老師          |                                            |
| 2006年 | 左麟右李之我愛醫家人          |                     |                                            |
| 2007年 | 醜女大翻身                    | 韓尚俊 (朱鎮模飾演) | 粵語版配音                                 |
| 2009年 | Laughing Gor之變節            | 軍裝警察            |                                            |
| 2010年 | 異空危情                      | 紀旅                | 原名: 分身情旅                             |
| 2018年 | 狄仁傑之奪命天眼 (網絡電影)   | 狄仁傑              |                                            |
| 2019年 | 封魔傳 (網絡電影)             | 白澤                |                                            |
| 2020年 | 奪魂異陣圖 (網絡電影)         | 麻十                | 2018年拍攝 原名: 殺手的記憶                |
| 2021年 | 封神榜：決戰萬仙陣 (網絡電影) | 楊戩                | 2019年拍攝 原名: 封神榜大破萬仙陣          |
| 2023年 | 新包青天之冰魄 (網絡電影)     | 包拯                | 2019年拍攝 原名: 玄探包拯 / 新包青天之蝶殺 |
| 待定   | 八仙之狂龍鬥猛虎 (網絡電影)   | 呂洞賓              | 2018年拍攝                                 |

### 綜藝節目
1999年
- 新華旅遊反斗俱樂部 - 韓國
- 東華愛心慶歡騰
- 2000小時迎千禧之光輝紀元出狀元
- 歡樂滿東華1999
- 跨世紀錄 香港同心齊共創

2000年
- 東華愛心慶歡騰
- 明愛暖萬心
- 瀛珍大作戰
- 娛樂串燒三姊妹
- 歡樂滿東華2000

2001年
- 2001年度兒歌金曲頒獎典禮 (TVB兒童節大使)
- 萬千星輝賀台慶

2002年
- 智在必得

2003年
- 海洋公園特約：國際嘩鬼大聯盟
- 智在必得
- 萬千星輝賀台慶

2004年
- 星光剪影 (TVB8）
- 全心傳送愛親恩
- 爭金奪標Get Set Go
- 2004年度香港小姐競選
- 萬千星輝賀台慶

| 年份   | 頻道                   | 節目                  | 備註                                           |
| 2005年 | TVB                    | 慈善星輝仁濟夜        |                                                |
| 2005年 | TVB                    | 繼續無敵獎門人        | 第18集                                         |
| 2005年 | TVB                    | 都市閒情              |                                                |
| 2005年 | TVB                    | 海洋公園夏日Aloha     |                                                |
| 2005年 | TVB                    | 無間音樂              |                                                |
| 2005年 | TVB                    | 翡翠歌星賀台慶        |                                                |
| 2005年 | TVB                    | 百法百眾              | 第二輯第30集                                   |
| 2005年 | TVB                    | 萬千星輝賀台慶        |                                                |
| 2006年 | TVB                    | 娛樂直播              |                                                |
| 2006年 | TVB                    | 百法百眾              | 第三輯第2集                                    |
| 2007年 | TVB                    | 價啱畀你              |                                                |
| 2007年 | TVB                    | 奧運玩得叻            |                                                |
| 2007年 | TVB                    | 最緊要進步            | 第1集                                          |
| 2007年 | TVB                    | 萬千星輝頒獎典禮2007  |                                                |
| 2008年 | TVB8                   | 明星私遊記            |                                                |
| 2008年 | TVB8                   | 理想潮樓              |                                                |
| 2008年 | TVB                    | 亮相                  | 第2輯第11, 12, 13集                            |
| 2008年 | TVB 娛樂新聞台         | 范後感                |                                                |
| 2008年 | TVB                    | 娛樂直播              |                                                |
| 2008年 | RoadShow 路訊通        | RoadShow紅人館        |                                                |
| 2008年 | TVB                    | 2009無綫節目巡禮      |                                                |
| 2008年 | TVB                    | 萬千星輝賀台慶        |                                                |
| 2008年 | TVB8                   | 家燕媽媽的綠色聖誕    |                                                |
| 2008年 | 東方衛視               | 舞林大會第二季        |                                                |
| 2009年 | 新時代電視             | 大城小聚              |                                                |
| 2009年 | TVB J2                 | 愛情研究院            | 第52集《拍拖要講timing》                       |
| 2009年 | TVB                    | 名人飯堂              | 第13集                                         |
| 2009年 | 上海電視台生活時尚頻道 | 星尚大牌              |                                                |
| 2009年 | TVB                    | 財智達人              | 第4集                                          |
| 2009年 | 上海廣播電視台都市頻道 | 36.7℃明星聽診會       |                                                |
| 2009年 | TVB                    | 掌故王                | 第11, 12集                                     |
| 2009年 | TVB                    | 今日VIP               |                                                |
| 2009年 | TVB                    | 千奇百趣              | 第17集                                         |
| 2009年 | TVB                    | 都市閒情              |                                                |
| 2009年 | TVB                    | TVB 42周年台慶亮燈    |                                                |
| 2009年 | TVB                    | 正識第一              |                                                |
| 2010年 | 湖南衛視               | 勇往直前              |                                                |
| 2010年 | TVB                    | 都市閒情              | 煮角招牌菜                                     |
| 2010年 | 中視數位台             | 中視新聞6一下         | 電視劇《美人心計》宣傳                         |
| 2010年 | 中視                   | 綜藝大哥大            | 電視劇《美人心計》宣傳                         |
| 2010年 | TVB                    | 今日VIP               |                                                |
| 2010年 | 東方衛視               | 閃電星感動            |                                                |
| 2011年 | CEN 有線娛樂新聞台     | 主播會客室            |                                                |
| 2011年 | now 觀星台             | 撳錢                  | 特別版《撳錢王》                               |
| 2011年 | 湖南衛視               | 快樂大本營            |                                                |
| 2011年 | 鳳凰衛視香港台         | 港人自講              |                                                |
| 2011年 | TVB                    | 今日VIP               |                                                |
| 2011年 | ATV 亞洲電視           | 生活加油站            | Eva會客室                                      |
| 2011年 | 長沙女性頻道           | 活色生香每一天        |                                                |
| 2011年 | 深圳衛視               | 年代秀                |                                                |
| 2011年 | 南通電視台             | 明星大樂透            |                                                |
| 2011年 | now 觀星台             | 102觀星總部           | E+Focus                                        |
| 2011年 | 深圳衛視               | 飯沒了秀              |                                                |
| 2011年 | 上海新聞綜合頻道       | 非常惠生活            |                                                |
| 2012年 | 安徽衛視               | 周日我最大            |                                                |
| 2013年 | 湖南衛視               | 百變大咖秀            | 第3季第8, 9期                                  |
| 2013年 | CCTV-8 電視劇          | 影視俱樂部            | 電視劇《財神有道》宣傳                         |
| 2013年 | 深圳衛視               | 小心00后              |                                                |
| 2013年 | CCTV-1                 | 謝天謝地, 你來啦      |                                                |
| 2013年 | now 觀星台             | Vinci's Code          |                                                |
| 2013年 | 深圳衛視               | 男左女右              |                                                |
| 2013年 | 深圳衛視               | 年代秀                |                                                |
| 2014年 | 山東衛視               | 最炫國劇風            | 電視劇《封神英雄榜》宣傳                       |
| 2014年 | 湖南衛視               | 我們都愛笑            | 第1季第2期, 電視劇《烽火佳人》宣傳 第1季第12期 |
| 2014年 | 深圳衛視               | 非常靜距離            |                                                |
| 2014年 | 湖南衛視               | 快樂大本營            |                                                |
| 2014年 | 深圳衛視               | 辣媽學院              |                                                |
| 2014年 | 深圳衛視               | 時尚健康              |                                                |
| 2014年 | 深圳衛視               | 年代秀                |                                                |
| 2016年 | 有線電視               | 有線娛樂新聞-娛樂專訪 |                                                |
| 2017年 | 安徽衛視               | 星星的禮物            | 第3季第19期                                    |
| 2017年 | 湖南衛視               | 中華文明之美          |                                                |
| 2017年 | 新時代電視             | 大城小聚              |                                                |
| 2017年 | 城市電視               | 都市有約              |                                                |
| 2017年 | CCTV-2 財經            | 極客出發              |                                                |
| 2018年 | 新時代電視             | 大城小聚              |                                                |
| 2018年 | 新時代電視             | 生活加號              |                                                |
| 2019年 | 創世電視               | 喜樂婆婆會客室        |                                                |

### 舞台劇
- 2009年《戀愛猜情尋》慈善音樂劇（與蔡少芬、黃凱芹、李彩華、雷安娜、劉以達、湯寶如、陳敏愷合作[2]）

《戀愛猜情尋》是一齣為「加拿大世界宣明會」籌款的慈善巡迴演出音樂劇。演出日期是2009年5月10日在（溫哥華）、5月12日（卡加利）、5月14日（愛民頓）及5月16日（多倫多）。此音樂劇款的目的是幫助蒙古軟骨病兒童。 （页面存档备份，存于）

### 廣播劇
- 新城電台：《愛戀2000小時》(飾演：阿諾) (1998)
- 新城電台：《星期一開始愛》(飾演：苗偉) (2004)

### MV
- 動力火車 《忠孝東路走九遍》
- 楊千嬅 《野孩子》
- 張國榮 《潔身自愛》
- 陳文媛 《節目》
- 陳文媛 《之前·之後》
- 十月 《一生中最愛》
- 阿魯阿卓《愛你如命》

## 主持

### 節目主持/司儀
| 年份   | 頻道            | 節目                             | 備註                                                                                      |
| 1998年 | 台視            | 偶像Window                       |                                                                                           |
| 2000年 | TVB             | 康泰最緊要好玩 好玩為食到廣東    |                                                                                           |
| 2000年 | TVB             | K-100                            |                                                                                           |
| 2000年 | TVB             | 非常音樂空間                     |                                                                                           |
| 2000年 | TVB             | 康泰最緊要好玩 中東迷情          |                                                                                           |
| 2001年 | TVB             | 康泰最緊要好玩 古都新知重慶遊    |                                                                                           |
| 2001年 | TVB             | 康泰最緊要好玩 台灣激FUN之旅     |                                                                                           |
| 2001年 | TVB             | 慈善星輝仁濟夜                   |                                                                                           |
| 2001年 | TVB             | 萬眾同心公益金                   | 與劉曉彤 (外景直播部份)                                                                   |
| 2002年 | TVB             | 永安旅遊話你知：點解紐西蘭咁好玩 |                                                                                           |
| 2002年 | TVB             | 東華愛心慶歡騰                   | 與王賢誌、祝文君、劉曉彤 (「東華愛心競技同樂日」部份)                                     |
| 2002年 | TVB             | 博愛歡樂傳萬家                   |                                                                                           |
| 2002年 | TVB             | 萬眾同心公益金                   | 與祝文君、劉曉彤 (外景直播部份)                                                           |
| 2002年 | TVB             | 寧波自遊新天地                   |                                                                                           |
| 2002年 | TVB             | 港姐光輝30年                     | 與石修、王賢誌                                                                            |
| 2003年 | TVB             | 精靈智多kid                      |                                                                                           |
| 2003年 | TVB             | 智趣相投-輕鬆自在人心            | 與韓君婷                                                                                  |
| 2003年 | TVB             | 智趣相投-讀闖成功路              | 與黃宇詩                                                                                  |
| 2003年 | TVB             | 澳門Bem Vindo II                 | 與林保怡、2R                                                                              |
| 2003年 | TVB             | 中山嶺南水鄉樂悠遊               | 與陳穎妍、水明琪                                                                          |
| 2004年 | 香港電台        | 警訊                             |                                                                                           |
| 2004年 | TVB             | 開心俱樂部                       | 與陳思齊、羅貫峰                                                                          |
| 2004年 | TVB             | 香港開心自由行                   |                                                                                           |
| 2004年 | TVB             | 明愛暖萬心                       | 與汪明荃、向海嵐                                                                          |
| 2004年 | TVB             | Number 1紅星陸運會               |                                                                                           |
| 2004年 | TVB             | 雅典精彩朝點                     |                                                                                           |
| 2004年 | TVB             | 奧運Number 1直播室               |                                                                                           |
| 2004年 | TVB             | 優質生活派                       |                                                                                           |
| 2005年 | 香港電台        | 香港工業七十年 - 點滴情懷        |                                                                                           |
| 2005年 | TVB             | 神山                             |                                                                                           |
| 2005年 | TVB             | 影視處特約: 宜同不宜             |                                                                                           |
| 2006年 | 香港電台        | 全港大專生機械人大賽2006         |                                                                                           |
| 2006年 | TVB             | 道路安全零意外                   |                                                                                           |
| 2007年 | TVB             | 向世界出發第二輯                 | 第28-31集: 鼓舞黃河                                                                       |
| 2007年 | TVB             | 輕裝．節能為藍天                 | 與丘凱敏                                                                                  |
| 2007年 | TVB             | 香港多對黑眼圈                   |                                                                                           |
| 2007年 | RoadShow 路訊通 | 驚世一刻                         |                                                                                           |
| 2007年 | TVB             | 高清數碼講                       |                                                                                           |
| 2007年 | TVB             | 復興之路                         |                                                                                           |
| 2008年 | TVB             | 脊髓再生愛心創明天               |                                                                                           |
| 2008年 | TVB             | 廣州長隆集團特約: 過山車王賀新歲 | 與石修、曾華倩、安德尊、李雨陽、黃長發、周美欣、王君馨                                    |
| 2008年 | TVB             | Citywalk特約: 金鼠獻瑞迎新歲     | 賀年除夕倒數節目                                                                          |
| 2008年 | TVB             | 冰天動地                         |                                                                                           |
| 2008年 | TVB             | 菲島旅遊新體驗                   | 與呂慧儀                                                                                  |
| 2009年 | TVB             | 港鐵特約: 將軍澳新支綫           |                                                                                           |
| 2009年 | TVB             | 霎時感動                         | 4月9日 第49集《石頭記》 5月28日 第74集 《身體最重要的部位》 6月16日 第87集 《餐桌上的鹽》 |
| 2015年 | 香港電台        | 2014香港藝術發展獎頒獎禮         | 與彭秀慧                                                                                  |

### 旁白
| 年份        | 頻道       | 節目                 | 備註                                                  |
| 2004年      | 香港電台   | 天空之城             |                                                       |
| 2004-2005年 | 香港電台   | 能量之城             |                                                       |
| 2007年      | TVB        | 瞬間看十年           |                                                       |
| 2007年      | TVB        | 拾年                 |                                                       |
| 2007年      | TVB        | 心在香港             |                                                       |
| 2009年      | TVB        | 我的2008             |                                                       |
| 2010年      | TVB 明珠台 | Life                 | 粵語旁白 第3集: 哺乳動物 (Mammals) 第4集: 魚類 (Fish) |
| 2012年      | 香港電台   | 功夫傳奇II 再戰江湖  |                                                       |
| 2013-2014年 | 香港電台   | 功夫傳奇III 決戰邊疆 |                                                       |
| 2019年      | 香港電台   | 功夫傳奇IV 再闖武林  |                                                       |

### 電台節目
- 新城電台《實聽》
- 新城電台《是夜不是夜》
- 新城電台《每一個晚上》
- 新城電台《週日神話》
- 新城電台《文藝復興》
- 新城電台《美孚開心遊樂場》
- 新城電台《997遊戲基地》
- 新城電台《心切治療部》
- 新城電台《Super!NaN~DaYo!》
- 新城電台《我芝訂》（替工）
- 新城電台《男呼鬥組》
- 新城電台《普通人大會》
- 新城電台《WE WET三壯士》
- 香港電台《TEEN空海闊》

## 音樂作品

### 歌曲
| 年份   | 歌名                 | 備註                                                     |
| 1998年 | 同等的空間           | 與阿拔合唱                                               |
| 2001年 | 隱形眼鏡俠           |                                                          |
| 2002年 | 旋旋轉               |                                                          |
| 2003年 | 新朋友               |                                                          |
| 2004年 | 遇強愈勇             | 2004雅典奧運主題曲，奧運六星合唱                         |
| 2004年 | 來去豁然             | 2004雅典奧運歌曲，奧運六星合唱                           |
| 2004年 | Click中你            | 新城電台廣播劇《星期一開始愛》主題曲                     |
| 2005年 | 孩子．讓我愛         | 電影《天地孩兒》主題曲                                   |
| 2005年 | 真心英雄             | 電視劇《蓋世孖寶》主題曲                                 |
| 2006年 | 捨不得               | 電視劇《玻璃天堂》主題曲                                 |
| 2008年 | 風暴                 | 電視劇《少年四大名捕》主題曲，與林峯、吳卓羲、馬國明合唱 |
| 2009年 | 黑白變奏             | 電視劇《學警狙擊》主題曲，與吳卓羲、謝天華合唱           |
| 2009年 | 合法搶親             | 電視劇《王老虎搶親》主題曲，與錢嘉樂、王祖藍合唱         |
| 2010年 | 愛你就是我的幸福     | 電視劇《煙雨斜陽》片頭曲                                 |
| 2012年 | 心夢                 | 電視劇《亂世佳人》片尾曲，featuring 唐嫣                 |
| 2012年 | 你是終點             |                                                          |
| 2013年 | 最壞時候遇上最好的你 | 電視劇《烽火佳人》片头曲，與阿鲁阿卓合唱                 |
| 2014年 | 最远的地方           | 電視劇《女人泪》片尾曲，與穆婷婷合唱                     |
| 2015年 | 別讓愛擱淺           |                                                          |
| 2016年 | 開始的夢             | 電視劇《每個人都有秘密》片頭曲                           |
| 2016年 | 心迹                 | 電視劇《美人如玉剑如虹》插曲                             |
| 2017年 | 與你同在             | 電視劇《同謀者》片尾曲，與張惠雅合唱                     |

## 個人獎項
- 1999年：Yes!全港最handsome DJ
- 2003年：2003年度兒歌金曲開心嘉年華 - 十大兒歌金曲獎《旋旋轉》
- 2003年：健康第壹大獎2003 十大健康之星
- 2003年：Men's Uno 之演藝型男
- 2003年：全港愛牙運動 2003-04 美齒型人（男子组）
- 2004年：香港電台《娛樂滿天星》- 最具潛質男演員
- 2004年：萬寧健-美大賞2004-05 - 健康活力大獎
- 2004年：壹周刊Miryoku人氣型格大獎
- 2004年：健康第壹大獎2004 十大健康之星
- 2005年：最理想螢幕情人選舉 - 最理想螢幕情人（電視螢幕組）
- 2005年：十全十美忽然之星 - 聲寶Healsio健康「味」力之星大獎
- 2005年：健康第壹大獎2005 十大健康之星
- 2006年：健康第壹大獎2006 十大健康之星
- 2007年：健康第壹大獎2007 十大健康之星
- 2007年：紅十字會捐血26次獎牌
- 2007年：紅十字會特別鳴謝狀
- 2008年：Esquire君子雜誌 Well Groomed Award
- 2008年：Esquire君子雜誌 Promising Star Award
- 2009年：Jamison 健康活力之星
- 2009年：健康第壹大獎2009 十大健康之星
- 2009年：上海東方早報 摩登上海年度大賞2009 - 摩登卓越表現藝人獎
- 2009年：紅十字會 Certificates of Commendation (Awards for Special Contributions)
- 2010年：快周刊 亞洲愛心之星
- 2010年：上海都市麗人 2010年度卓越演藝進步大獎
- 2010年：首爾電視節2010 中國區最佳男主角
- 2011年：2011樂視影視盛典 港台最受歡迎演員
- 2014年：网络票选亚洲十大男神第九名，被封為「俊美男神」[3]
- 2014年：2014時尚盛典．時尚影響力頒獎禮 最受歡迎男演員
- 2015年：2014亞洲影響力東方盛典 亞洲影響力時尚先生
- 2016年：亞洲十大演員 總評榜第一

## 公共事務代言
- 2003年：香港風濕病基金會 愛心大使
- 2004年-2005年：西區警區 南區道路安全之星
- 2004年-2008年：紅十字會 紅十字青少年大使
- 2005年：香港防癆心臟及胸病協會 防癆大使
- 2005年-2006年：九廣鐵路 九鐵安全之星
- 2005年：衞生褔利局 精神健體大使
- 2005年：世界骨質疏鬆、強骨健體大使
- 2005年：香港警務處 新界南青少年防罪大使
- 2006年：香港警務處 滅罪之星
- 2006年：野外定向總會 APOC大使
- 2008年：紅十字會 捐血大使
- 2008年-2009年：香港警務處 西九龍滅罪大使
- 2008年-2009年：再生會 再生會關愛之星
- 2009年-2011年：紅十字會 紅十字之友

## 外部連結
- 陈键锋的新浪微博
- 陈键锋的Facebook專頁
- 陈键锋的Instagram帳戶
- 陳鍵鋒 （页面存档备份，存于）苗誼會館_新浪博客
- 鋒迷全球粉絲團的Facebook專頁（非官方）
- 陈键锋在香港影庫上的簡介
- 陈键锋在互联网电影资料库（IMDb）上的資料（英文）
- 陈键锋在豆瓣上的资料（简体中文）
- 陈键锋在时光网上的簡介（简体中文）